# Fundación Eisenhower
Eisenhower Fellowships es una fundación nacida en 1953 en los Estados Unidos en memoria del presidente estadounidense Dwight David Eisenhower.
Asociación sin ánimo de lucro, su objetivo es fomentar el diálogo, la comprensión y la colaboración internacional que lleve a un mundo más próspero y pacífico, a través del reforzamiento de los lazos entre Estados Unidos y el resto de países del mundo. Para lo cual financia programas de formación en EE. UU. —aunque también de forma puntual en otros países— a personas que han demostrado extraordinarias dotes de liderazgo en el mundo de la empresa, la política y la universidad, así como en el ámbito de las ciencias sociales y humanas, para potenciar sus capacidades profesionales, ampliar sus contactos y agrandar sus perspectivas de progreso en sus campos de especialidad.
Eisenhower Fellowships ha contado con prestigiosos presidentes. Actualmente su presidente es George de Lama. Anteriormente lo fue el general retirado Colin Powell y también lo han sido expresidentes de los Estados Unidos como George H. W. Bush, Gerald Ford, o Secretarios de Estado como Henry Kissinger o Donald Rumsfeld. Forman parte de su Board of Trustees los más destacados políticos (como Madeleine Albright) o cargos de las principales empresas de los Estados Unidos.

## El programa Eisenhower Fellowship
El Programa Eisenhower Fellowship se hace a medida de los candidatos seleccionados en todo el mundo. Durante meses el personal de la Fundación Eisenhower Fellowship estudia los campos de interés y la especialidad del candidato, diseñando un programa intensivo durante su estancia en los Estados Unidos. Durante la citada estancia, el seleccionado es invitado a los centros, empresas, universidades, instituciones, etc. de mayor prestigio y relevancia del país con el objetivo de intercambiar conocimientos e ideas. La estancia ha variado a lo largo del tiempo y los programas pueden hacerse para un país específico (Eisenhower Single National Programme) o una selección de personas de diversos países (unos 35 seleccionados cada año, uno por país, dentro del Eisenhower Multinational Programme).

## Los reconocimientos periodísticos First Amendment Award en España
La Asociación Española Eisenhower Fellows concede anualmente los First Amendment Award o Premios Primera Enmienda a los más destacados profesionales del periodismo en España para reconocer el compromiso profesional con la defensa y la promoción de la libertad de expresión y de prensa. En 2013 y 2014 fueron entregados en Washington, en 2015 en la Casa de América de Madrid, y en 2016 y 2017 en el Instituto Cervantes en su sede en Nueva York.
Los galardonados hasta este momento han sido los siguientes: 
- En 2013, Pedro J. Ramírez.
- En 2014, Juan Luis Cebrián.
- En 2015, Gloria Lomana.
- En 2016,[4] Antonio Caño.[5]
- En 2016, Fernando Ónega.
- En 2016, al reconocimiento a la iniciativa académica, la Escuela de Periodismo El País.
- En 2016, al reconocimiento al periodismo audiovisual, Ana Rosa Quintana.
- En 2016, al reconocimiento a las agencias, José Antonio Vera Gil.
- En 2017,[6] Grupo Vocento.
- En 2017,[7] al reconocimiento a toda una carrera profesional, Manuel Alcantara.
- En 2017, al reconocimiento por el compromiso con la libertad de expresión, Carlos Herrera.
- En 2017, al reconocimiento al periodismo audiovisual, Susanna Griso.
- En 2017, Jorge Ramos.
- En 2017, a la iniciativa académica, Universidad de la Ciudad de Nueva York (CUNY)[8]
- En 2018, Pedro Piqueras.[9]
- En 2018, María Peral.[10]
- En 2018, Juan Ramón Gil Berenguer.
- En 2018, Francisco Esquivel Morales.[11]
- En 2020, Julio Sánchez Cristo.[12]
- En 2020, Juan María Hernández Puertolas.[13]
- En 2020, Moisés Naim.[13]
- En 2020, Paolo Vasile.[13]
- En 2020, Salvador Enguix.[14]
- En 2020, Yolanda Monge.[15]
- En 2020, Carmen Aristegui.[16]

## El "Single Nation Program" para España
España es uno de los países más activos de la red Eisenhower Fellowshisp. Una de los eventos más importantes fue la celebración en España del Congreso Mundial Eisenhower (en la Universidad de Alicante, 1997) impulsado por los fellows Alfonso Vegara y el rector Andrés Pedreño, encuentro que reunió a Eisenhower Fellows de todo el mundo. En este Congreso el presidente de EEF Adrian Basora anunció la concesión para España de un Single Nation Program que hasta la fecha sólo había sido otorgado a un pequeño número de países.
El Single Nation Program permitió crear una masa crítica de Fellows en España con 16 nuevos fellows representativos de las nuevas instituciones democráticas en España. Hasta este momento el número de fellows había sido muy reducido ya que hasta la llegada de la democracia en España no se daban las condiciones necesarias para que el Programa Eisenhower alcanzara su máximo potencial. Las actas de este congreso están publicadas en el libro:  "Relationship Between Public and Private Sector" que prologó el expresidente George Bush (padre) y cuyo acceso electrónico se recoge en los enlaces finales.
En las propuestas para la designación de los 16 fellows del Single Nation Program para España intervinieron numerosas personalidades de la vida política, universitaria y empresarial: Felipe González, Pedro Solbes, Alejandro Pérez Llorca, entre otros, en un Comité que coordinaron los fellows Alfonso Vegara, Andrés Pedreño, Aurelio Martínez y Ángel García de Vinuesa.

## Algunos Eisenhower Fellows en España
- Alfonso Vegara Gómez, arquitecto urbanista, economista, sociólogo, Presidente de la Fundación Metrópoli y miembro del Board of Trustees de Eisenhower Fellowship.

- Ángel García de Vinuesa y Hereza,  CEO de BRH Real Estate y Principal Partner de IDM Networks (https://www.idmnetworks.com/)

- Aurelio Martínez Estévez, expresidente del Instituto de Crédito Oficial (ICO), catedrático de Economía Aplicada de la Universidad de Valencia, exjefe de Gabinete de Presidencia del Gobierno (Economía) siendo Presidente del Gobierno en España Felipe González Márquez, exconsejero de economía de la Generalidad Valenciana y candidato a la Alcaldía del Ayuntamiento de Valencia por el PSOE, expresidente de Navantia y presidente del Puerto de Valencia.

- Fernando Ballestero Díaz, embajador jefe de la representación permanente de España ante la OCDE, exdirector de servicios de estudios y planificación de la empresa de telecomunicaciones Auna.

- Andrés Pedreño Muñoz, director del Instituto de Economía Internacional de la Universidad de Alicante (UA), exrector de la UA, exconsejero delegado de Universia y emprendedor en numerosos proyectos TIC de proyección internacional.

- Manuel Desantes Real, vicepresidente de la Oficina Europea de Patentes (OEP), con sede en Múnich, catedrático de derecho internacional privado.

- Rafael Repullo, director del CEMFI, Centro de Estudios Monetarios y Financieros, institución creada por el Banco de España en 1987.

- Antonio Martín-Carrillo Domínguez, divulgador científico, poeta, decano del Colegio y presidente de la Asociación de Ingenieros Aeronáuticos de España y vicepresidente del Council of European Aerospace Societies.

- Javier Cremades,[17] presidente de la firma de abogados Cremades-Calvo Sotelo, presidente de la Asociación de Fellows en España. La revista Forbes lo designó abogado del año 2014,[18] como uno de los abogados más influyentes en España.[19]

- Josep Gallifa Roca, catedrático de Psicología y Educación de la Facultad de Psicología, Ciencias de la Educación y del Deporte Blanquerna, Universidad Ramon Llull, Barcelona.

- Elena Verdugo-Aréstegui, México; Edurne Uriarte, España; Rosa María Palacios, Perú; Silvia Bacher, Argentina; en 2001.